# Frogger's Adventures: Temple of the Frog
Frogger's Adventures: Temple of the Frog es un videojuego de plataformas del año 2001 para Game Boy Advance publicado por Konami en Norteamérica y Europa. 

## Secuelas
En 2002, se publicó, también para Game Boy Advance, un juego titulado Frogger's Adventures 2: The Lost Wand. En 2003, apareció Frogger's Adventures: The Rescue para PlayStation 2, GameCube y Windows.
- Datos: Q5505248